# Historia Asi Klaczinej, która kochała, lecz za mąż nie wyszła
Historia Asi Klaczinej, która kochała, lecz za mąż nie wyszła (ros. История Аси Клячиной, которая любила, да не вышла замуж, Istorija Asi Klaczinoj, kotoraja lubiła, da nie wyszła zamuż) – radziecki film obyczajowy z 1966 roku w reżyserii Andrieja Konczałowskiego. 
Reżyser zamiast kręcić film w studio, zdjęcia kręcił w prawdziwym kołchozie. Z tego powodu i z powodu realizmu przedstawianych sytuacji, film trafił na półkę na 20 lat.

## Główne role
- Ija Sawwina - Asia Klaczna
- Ljubow Sokołowa - Marija
- Aleksandr Sirin - Stiepan
- Je. Assesorowa
- Michaił Kislow
- Władimir Kryłow
- N. Nazarow
- Boris Parfyonow
- Siergiej Parfjonow
- Iwan Pietrow - Prochor
- Nikołaj Pogodin
- F. Rodionychyow
- Natalja Sierowa
- Giennadij Jegorychyow -  Czirkunow
- Ludmiła Zajcewa

## Fabuła
Pracująca w kołchozie Asia Klaczina ma swojego adoratora, Szaszę Czirkunowa, który z myślą o niej kupił i wyposażył mieszkanie w Moskwie. Ale ona woli nadużywającego alkoholu Stiepana, nieokrzesanego i gburowatego kołchoźnika. Wątek ten jest tylko pretekstem dla reżysera, by pokazać prawdziwe życie w kołchozie.

## Nagrody i nominacje
MFF w Berlinie 1988
- Nagroda FIPRESCI - Honorowe Wyróżnienie - Andriej Konczałowski